# Echinococcosi
Le echinococcosi (o idatidosi) sono antropo-zoonosi parassitarie causate dalla forma larvale di varie specie di elminti cestodi, del genere Echinococcus. Strettamente parlando l'idatidosi è la malattia causata dal metacestode e l'echinococcosi la malattia causata dall'adulto, ma si è recentemente convenuto di definire indistintamente “echinococcosi” le due patologie.
Si distinguono varie forme a seconda della specie di echinococco in causa.

## Eziologia
- Echinococcosi cistica, causata da Echinococcus granulosus
- Echinococcosi alveolare, causata da E.multilocularis
- Echinococcosi policistica (o neotropicale), causata da E.vogeli ed E.oligarthrus